# William Wedemeyer

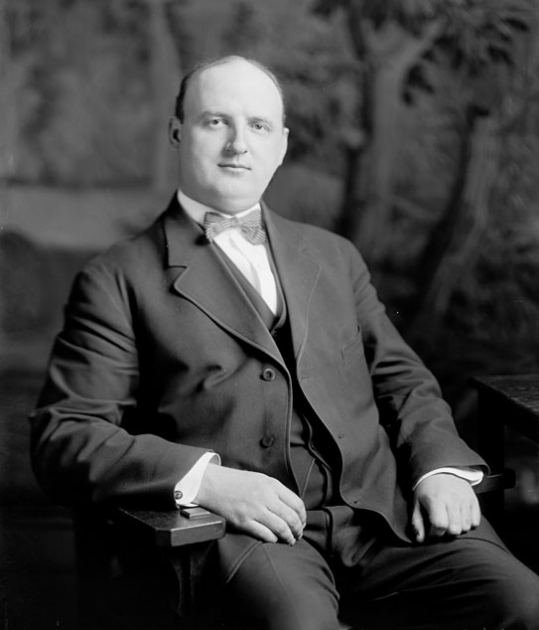
William Wedemeyer

William Walter Wedemeyer (* 22. März 1873 in Lima, Washtenaw County, Michigan; † 2. Januar 1913 in Colón, Panama) war ein US-amerikanischer Politiker. Zwischen 1911 und 1913 vertrat er den Bundesstaat Michigan im US-Repräsentantenhaus.

## Werdegang
William Wedemeyer besuchte die öffentlichen Schulen seiner Heimat einschließlich der Ann Arbor High School. Nach einem anschließenden Jurastudium an der University of Michigan in Ann Arbor und seiner im Jahr 1895 erfolgten Zulassung als Rechtsanwalt begann er ab 1899 in Ann Arbor in seinem neuen Beruf zu arbeiten. Zwischen 1894 und 1895 war Wedemeyer Mitglied der Schulaufsichtsbehörde (Board of School Examiners). Von 1895 bis 1897 fungierte er als Bezirksschulrat (County Commissioner of Schools) sowie von 1897 bis 1899 als stellvertretender Eisenbahnbeauftragter des Staates Michigan. Politisch war Wedemeyer Mitglied der Republikanischen Partei. Im Jahr 1903 war er Vorsitzender von deren regionalem Parteitag in Michigan. Im Sommer des Jahres 1905 war er amerikanischer Konsul in Georgetown (Britisch-Guayana).
Zwischen 1906 und 1910 gehörte Wedemeyer dem Vorstand seiner Partei auf Staatsebene an. Bei den Kongresswahlen des Jahres 1910 wurde er im zweiten Wahlbezirk von Michigan in das US-Repräsentantenhaus in Washington, D.C. gewählt, wo er am 4. März 1911 die Nachfolge von Charles E. Townsend antrat. Da er bei den Wahlen des Jahres 1912 dem Demokraten Samuel Beakes unterlag, hätte er bis zum 3. März 1913 nur eine Legislaturperiode im Kongress absolvieren können. Wedemeyer erlebte das offizielle Ende seiner Amtszeit aber nicht mehr. Um die Jahreswende 1912/1913 war er Mitglied einer Kongressdelegation, die Lateinamerika bereiste. Offenbar litt er seit seiner Wahlniederlage im November 1912 an Depressionen. Beim Einlaufen seines Schiffes in den Hafen von Colón am 2. Januar 1913 sprang er über Bord und ertrank in den Fluten. Seine sterblichen Überreste wurden nie gefunden.